# Lovers Tändsticksfabrik

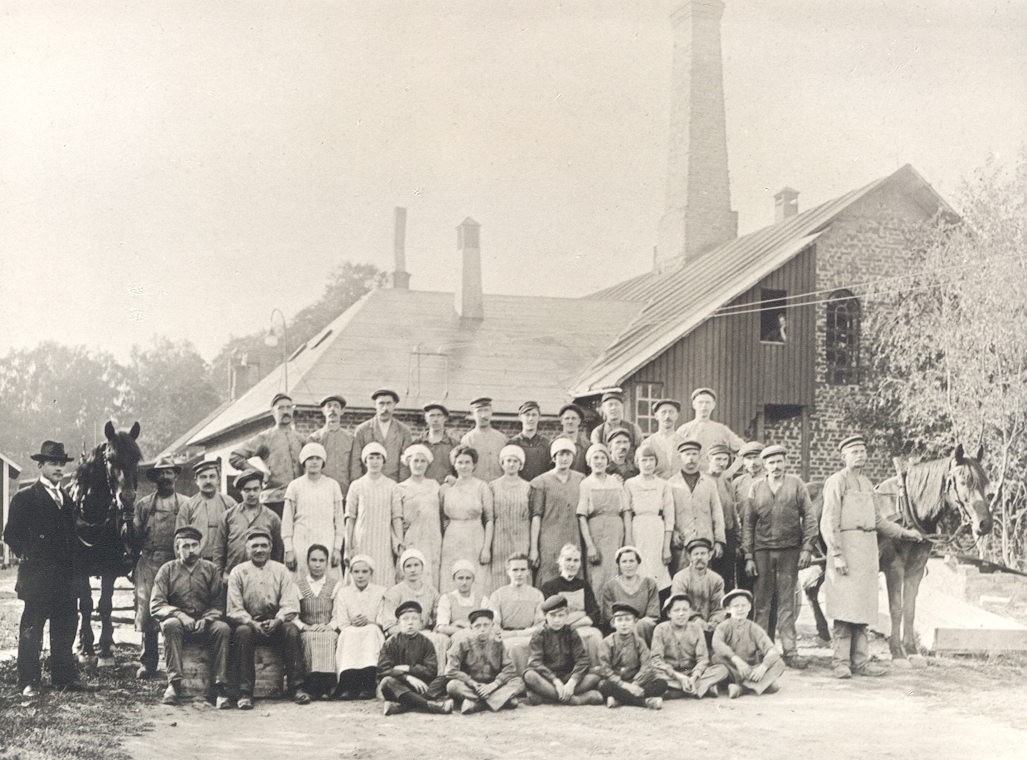
Personalen på Lovers Tändsticksfabrik, 1900.

Lovers Tändsticksfabrik var en tändsticksfabrik i Loverslund i dåvarande Hagby socken i Kalmar kommun. Den grundades 1873 av köpmannen J.M. Ahlqvist i Kalmar.
År 1874 gick fabriken i konkurs och efterträddes av Lovers Fabriksaktiebolag. År 1878 efterträddes detta av Lovers Nya Fabriksaktiebolag, från 1883 ägt av Alexander Julius Hansén. 
Lovers Tändsticksfabrik köptes 1888 av brittiska Swedish Match Co Ltd, ägt av Edwin Caleb Warren, vilket företag gick i konkurs 1890.  Produktionen i Lovers återupptogs 1897 i en något moderniserad fabrik.
År 1913 övertogs Lovers Tändsticksfabrik av det av Ivar Kreuger samma år bildade AB Förenade Svenska Tändsticksfabriker.
Fabriken lades ned 1918. I fabrikslokalerna vid Hagbyån bedrev Kalmar Konservfabrik verksamhet 1930-1934. Lokalerna har senare brunnit och idag återstår en 50 meter lång ruin utmed Hagbyån.